# 利格岩
利格岩（英語：League Rock），是南極洲的岩石，處於阿德萊德島南端，由英國皇家海軍測量，由英國南極名稱諮詢委員會命名，現時由南極條約體系管理。